# Vụ giết hại Joseph Augustus Zarelli
"Boy in the Box" (tạm dịch: Cậu bé trong hộp) là một nạn nhân của vụ giết người không rõ danh tính, một cậu bé từ 4 đến 6 tuổi, cơ thể bị đánh đập được tìm thấy ở bên đường Susquehanna, ở Philadelphia, Pennsylvania, vào ngày 25 tháng 2 năm 1957. Cơ thể như đã được rửa sạch sẽ và chải chuốt, cắt tóc và cắt móng tay, mặc dù cậu bé đã bị đánh đập nặng nề, thâm tím và suy dinh dưỡng. Cơ thể đầy những vết sẹo, một số vết đã được phẫu thuật (đáng chú ý nhất là ở mắt cá chân, bẹn và cằm của cậu). Người ta tin rằng nguyên nhân dẫn đến cái chết là do giết người. 
Cậu bé là nạn nhân bị sát hại không xác định được danh tính trong nhiều thập kỷ, vì lý do này, cậu còn được gọi là "Đứa trẻ vô danh của nước Mỹ", cho đến ngày 30 tháng 11 năm 2022, khi Sở Cảnh sát Philadelphia thông báo rằng họ đã xác định được cậu bé thông qua xét nghiệm di truyền, đồng thời họ sẽ cung cấp thông tin cập nhật về vụ việc vào tuần sau.Sau đó vào ngày 8 tháng 12 năm 2022, tên của cậu bé được tiết lộ công khai là Joseph Augustus Zarelli, sinh ngày 13 tháng 1 năm 1953.Các nguồn nói rằng cậu bé là con của một gia đình nổi bật ở Quận Delaware, Pennsylvania. Các nhà chức trách nói rằng cuộc điều tra sẽ sử dụng thông tin mới này để tiếp tục tìm kiếm các nghi phạm.